# Campionati del mondo di ciclismo su pista 2007
I Campionati del mondo di ciclismo su pista 2007 (en.: 2007 UCI Track World Championships) si svolsero a Palma di Maiorca, in Spagna, dal 29 marzo al 1º aprile.
Il programma comprendeva 17 eventi, di cui 10 maschili e 7 femminili, due in più rispetto all'anno prima. Debuttarono infatti nel programma mondiale l'omnium maschile – gara multidisciplinare comprendente 200 metri lanciati, scratch, inseguimento, corsa a punti e chilometro da fermo – e la velocità a squadre femminile.

## Medagliere
| Pos.   | Nazione       | Oro | Argento | Bronzo | Totale |
| ------ | ------------- | --- | ------- | ------ | ------ |
| 1      | Gran Bretagna | 7   | 2       | 2      | 11     |
| 2      | Australia     | 2   | 0       | 4      | 6      |
| 3      | Paesi Bassi   | 1   | 4       | 1      | 6      |
| 4      | Francia       | 1   | 2       | 1      | 4      |
| 5      | Cuba          | 1   | 1       | 0      | 2      |
| 6      | Rep. Ceca     | 1   | 0       | 1      | 2      |
| 6      | Spagna        | 1   | 0       | 1      | 2      |
| 6      | Stati Uniti   | 1   | 0       | 1      | 2      |
| 9      | Hong Kong     | 1   | 0       | 0      | 1      |
| 9      | Svizzera      | 1   | 0       | 0      | 1      |
| 11     | Cina          | 0   | 2       | 0      | 2      |
| 12     | Danimarca     | 0   | 1       | 1      | 2      |
| 12     | Germania      | 0   | 1       | 1      | 2      |
| 14     | Argentina     | 0   | 1       | 0      | 1      |
| 14     | Belgio        | 0   | 1       | 0      | 1      |
| 14     | Colombia      | 0   | 1       | 0      | 1      |
| 14     | Ucraina       | 0   | 1       | 0      | 1      |
| 18     | Bielorussia   | 0   | 0       | 1      | 1      |
| 18     | Polonia       | 0   | 0       | 1      | 1      |
| 18     | Russia        | 0   | 0       | 1      | 1      |
| 18     | Nuova Zelanda | 0   | 0       | 1      | 1      |
| Totale | Totale        | 17  | 17      | 17     | 51     |

## Podi
| Evento                            | Oro                                                                 | Prestazione                 | Argento                                                                  | Prestazione | Bronzo                                                                    | Prestazione |
| Uomini                            |                                                                     |                             |                                                                          |             |                                                                           |             |
| Chilometro a cronometro dettagli  | Chris Hoy Gran Bretagna                                             | 1'00"999 Media 59,017 km/h  | François Pervis Francia                                                  | 1'01"838    | Jamie Staff Gran Bretagna                                                 | 1'02"074    |
| Keirin dettagli                   | Chris Hoy Gran Bretagna                                             |                             | Theo Bos Paesi Bassi                                                     |             | Ross Edgar Gran Bretagna                                                  |             |
| Velocità dettagli                 | Theo Bos Paesi Bassi                                                |                             | Grégory Baugé Francia                                                    |             | Mickaël Bourgain Francia                                                  |             |
| Velocità a squadre dettagli       | Francia Grégory Baugé Mickaël Bourgain Arnaud Tournant              | 43"830 Media 61,601 km/h    | Gran Bretagna Ross Edgar Chris Hoy Craig MacLean                         | 43"832      | Germania Robert Förstemann Maximilian Levy Stefan Nimke                   | 44"240      |
| Inseguimento individuale dettagli | Bradley Wiggins Gran Bretagna                                       |                             | Robert Bartko Germania                                                   | Doppiato    | Sergi Escobar Spagna                                                      | 4'23"417    |
| Inseguimento a squadre dettagli   | Gran Bretagna Ed Clancy Paul Manning Geraint Thomas Bradley Wiggins | 3'57"468 Media 60,639 km/h  | Ucraina Ljubomyr Polatajko Maksym Poliščuk Vitalij Popkov Vitaliy Ščedov | 4'03"280    | Danimarca Casper Jørgensen Jens-Erik Madsen Michael Mørkøv Alex Rasmussen | 4'04"093    |
| Corsa a punti dettagli            | Joan Llaneras Spagna                                                | 76                          | Iljo Keisse Belgio                                                       | 55          | Michail Ignat'ev Russia                                                   | 52          |
| Americana dettagli                | Franco Marvulli Bruno Risi Svizzera                                 | 14                          | Peter Schep Danny Stam Paesi Bassi                                       | 13          | Alois Kaňkovský Petr Lazar Rep. Ceca                                      | 11          |
| Scratch dettagli                  | Wong Kam Po Hong Kong                                               |                             | Wim Stroetinga Paesi Bassi                                               |             | Rafał Ratajczyk Polonia                                                   |             |
| Omnium dettagli                   | Alois Kaňkovský Rep. Ceca                                           | 19                          | Walter Fernando Pérez Argentina                                          | 28          | Charles Bradley Huff Stati Uniti                                          | 37          |
| Donne                             |                                                                     |                             |                                                                          |             |                                                                           |             |
| 500m a cronometro dettagli        | Anna Meares Australia                                               | 33"588 WR Media 53,590 km/h | Lisandra Guerra Cuba                                                     | 34"015      | Natallja Cylinskaja Bielorussia                                           | 34"430      |
| Keirin dettagli                   | Victoria Pendleton Gran Bretagna                                    |                             | Guo Shuang Cina                                                          |             | Anna Meares Australia                                                     |             |
| Velocità dettagli                 | Victoria Pendleton Gran Bretagna                                    |                             | Guo Shuang Cina                                                          |             | Anna Meares Australia                                                     |             |
| Velocità a squadre dettagli       | Gran Bretagna Victoria Pendleton Shanaze Reade                      | 33"631 Media 53,522 km/h    | Paesi Bassi Yvonne Hijgenaar Willy Kanis                                 | 33"974      | Australia Kristine Bayley Anna Meares                                     | 33"810      |
| Inseguimento individuale dettagli | Sarah Hammer Stati Uniti                                            | 3'30"213 Media 51,376 km/h  | Rebecca Romero Gran Bretagna                                             | 3'33"409    | Katie Mactier Australia                                                   | 3'36"306    |
| Corsa a punti dettagli            | Katherine Bates Australia                                           | 35                          | Mie Bekker Lacota Danimarca                                              | 29          | Catherine Cheatley Nuova Zelanda                                          | 27          |
| Scratch dettagli                  | Yumari González Cuba                                                |                             | María Luisa Calle Colombia                                               |             | Adrie Visser Paesi Bassi                                                  |             |